# ФутболПростір
«ФутболПростір» — українська футбольна газета. Тижневик, виходив у Львові з квітня 2009 року.
Виходив щовівторка. Більшість тижневика присвячена футболу Львівської області: прем'єр-лізі, нижчим лігам, першостям окремих районів і міст, товариства «Колос», ДЮФЛ та іншим місцевим футбольним змаганням. Також «ФутболПростір» стисло висвітлював всеукраїнські футбольні прем'єр-лігу, першу та другу лігу, зосереджуючи увагу на виступах клубів Львівщини, і подавав результати головних українських та закордонних турнірів із футзалу.
Найкраща спортивна газета 2009 і 2012 року в Україні в конкурсі товариства «Колос», який відзначав популяризаторів сільського фізкультурно-спортивного руху.
Засновник: Євген Попов. Видавець: Руслан Кремса. Наклад: 2 700 примірників.